# 霍雷肖月坑
霍雷肖月坑（Horatio）是月球表面的一处地质特征，一座位于陶拉斯-利特罗谷中的陨石坑。在1972年阿波罗17号任务期间，宇航员尤金·塞尔南和哈里森·施密特曾驾驶月球车行驶在它的南侧边缘，但未作停留。
霍雷肖月坑的东北是更大的卡米洛特月坑，5号科考点就在它的南侧边缘，往西北是胜利坑、而西南则是勃朗特月坑。
该陨坑是宇航员以英国著名小说家"塞西尔·路易斯·特罗顿·史密斯"（笔名：斯科特·福雷斯特）著作中虚构的主人公"霍雷肖·霍恩布洛尔"之名命名。

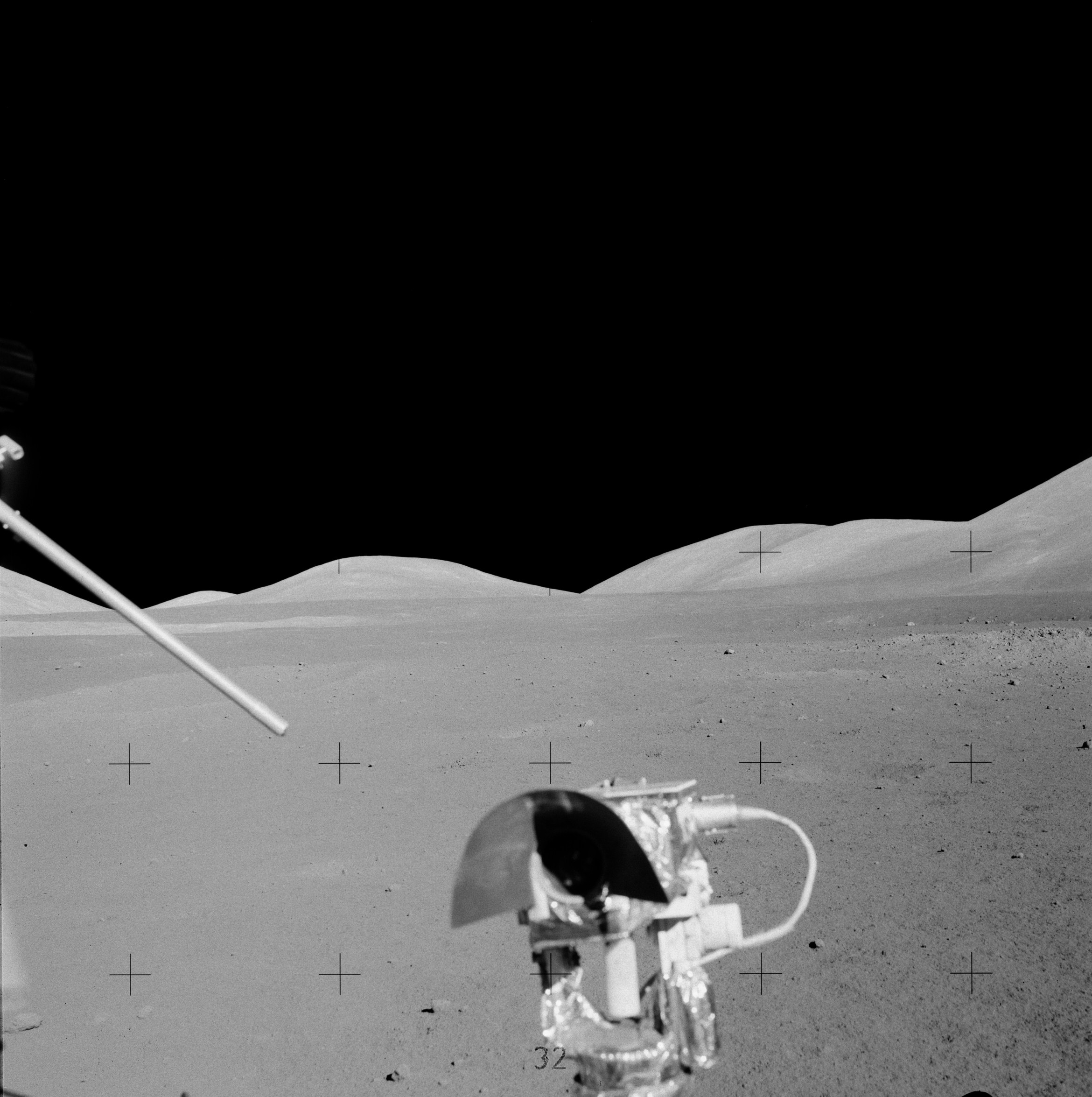
月球车在从登陆点向西驶往南丘时拍摄的照片，霍雷肖月坑部分显示在右侧

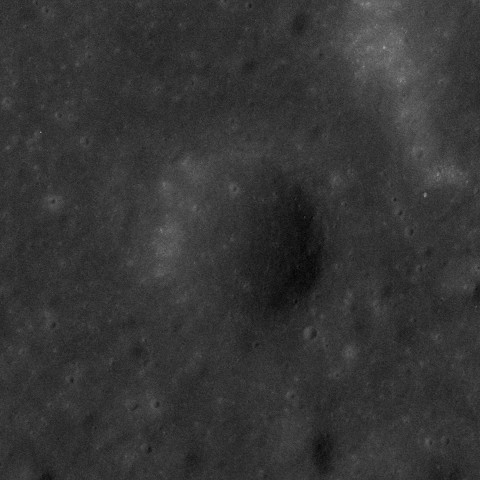
阿波罗17号全景相机照片